# Charlotte Reuter
Charlotte Reuter (født 23. august 1949 i Humlebæk, Danmark) er en forfatter som har skrevet Aja Dobbo-serien. 